# 小行星3187
小行星3187（3187 Dalian），又称为大连星，是由紫金山天文台在1977年10月10日发现的主带小行星。
該小行星以辽宁省的城市大连市命名。